# 屠忠訓
屠忠訓（1936年9月18日—1980年7月19日），臺灣電影導演，著名作品有武俠片《龍城十日》與捧紅胡慧中的文藝片《歡顏》。

## 生平

### 進入電影界
屠忠訓是行政院新聞局官員屠義方的獨子，1960年東吳大學法律系畢業。1961年5月8日，父親上任行政院新聞局電影檢查處處長。屠忠訓則退伍後，到新聞局電影室擔任紀錄片編導，期間五年對製作電影興趣愈來愈濃。
二十九歲，屠忠訓與十八歲的酆和華結婚。屠忠訓經父親介紹，到聯邦影業替胡金銓協助拍攝《龍門客棧》、《俠女》。之後，屠忠訓到台灣電視公司作電視長片的編譯。
1969年中，聯邦起用屠忠訓、王沖擔任導演。屠忠訓與胡波平和寫一部武俠片電影名劇本，準備開拍時曾暫定名為「邊城俠影」。1970年11月20日以《龍城十日》之名上映，內容講述宋金戰爭時，中原抗金軍的劇情。這齣他第一次編導的電影，就為徐楓贏得金馬獎最佳新人獎。
接下來十年，屠忠訓執導《殺人者》、《黑道行》、《賊公計》、《燈籠街》、《鬼琵琶》、《刺客》、《獵人》等片。在事業高峰時，屠忠訓、張美君、王時政、李融之並稱「四大青年導演」。

### 捧紅胡慧中
屠忠訓本想把古龍小說《血鸚鵡》拍成電影，但先是新聞局不通過劇本，通過後又因劇作者古龍而劇本禁拍一年。有一段時間，片商不願意與屠忠訓合作。
在困頓的日子，屠忠訓想突破之前的題材，就請宋項如寫一齣愛情劇，找李泰祥作曲並由齊豫主唱。1978年7月27日，台北市，屠忠訓為香港光藝影業公司包拍時裝文藝片《歡顏》開鏡，啟用新人張國柱、胡慧中擔任男女主角。胡慧中回憶，拍此片時，屠忠訓夫妻常帶她去看電影學習演技，並多作心理鼓勵。1979年2月，齊豫所唱的〈歡顏〉初版兩萬張唱片，不到十天時間裡銷售一空。
《歡顏》拍好時上片前不順，就由玄小佛拉攏發行商王應祥協助推出。1979年3月3日，電影《歡顏》簽下萬國院線5月檔期，收入由飛騰影業和發行商王應祥各分一半。此片票房在在1979年大受歡迎，胡慧中片酬大漲，外界紛紛想與屠忠訓、胡慧中合作。屠忠訓又栽培三位新人，分別是宋長江、潘榮康、劉書芬。
1980年5月4日，台中市立文化中心，屠忠訓與段彩華、杜國清、呂泉生、顏崑陽等得到第三屆中興文藝獎章。

### 遇車禍早逝
屠忠訓因《歡顏》成功後，之後再拍《尋夢的孩子》後又不順，新作品《午後風鈴》停拍。其後，屠忠訓和嘉禾電影簽訂二年四部戲的合約，首先計畫在1980年7月22日開拍新電影《歸程》。但7月14日下午5點許，屠忠訓在仁愛圓環行人穿越道被摩托車撞傷腦部，送至仁愛醫院時因檢驗腦部震盪狀醫學器材不足，再送中華開放醫院，又轉送往中心診所。胡慧中自吉隆坡返國後立即趕去探視，還拿現金二十萬元至中心診所支付部份醫療費用。15日起，鄒文懷、胡金銓、李行、宋楚瑜等相繼到中心診所表示慰忱。
屠忠訓彌留之時，除屠義方等家屬外，宋長江、潘榮康、劉書芬、蘇月禾、洪化朗、周業興等拍片成員都在場，最終19日清晨5點58分去世。28日，中泰賓館，導演屠忠訓治喪委員會上，屠忠訓家屬表示不追究肇事人周建忠的民刑事責任。之前，屠忠訓堂兄屠忠謀就說，屠忠訓寬厚待人，秉其積善之性，家人始終沒有對周建忠予以責備。8月3日，安葬於南港區拇指山福樂墓園。

## 身後
1980年8月3日接連七天，台北市梅花戲院舉行導演屠忠訓遺作紀念展，淨收入新台幣二十九萬零四百九十二元捐贈為屠忠訓子女教養基金。日後，屠忠訓大女屠慕儀曾擔任統領百貨的模特兒、二女屠慕嫻有拍過戲劇。
屠忠訓的《龍城十日》被視為臺灣武俠電影經典之一，2023年在紐約Metrograph電影院參展。